# 燕真
燕真，蒙古帝国将领，康里人，海藍伯的第十子。
海藍伯曾事奉克烈首领王汗。王汗灭亡后，燕真被铁木真所俘虏，年方六歲，铁木真賜给儿媳唆鲁禾帖尼。唆鲁禾帖尼可憐而抚育他，让他侍从忽必烈。長大后跟随征伐，有功。忽必烈威名日盛，蒙哥大汗將攻打南宋，命忽必烈居守。燕真说：「大汗素来疑心殿下，现在他遠涉危難之地，殿下以皇弟安居后方，合适吗？」忽必烈于是請跟随南征。蒙哥大喜，分兵让他攻打鄂州，自率大军攻四川釣魚山，令阿里不哥居守汗庭。蒙哥死后，阿里不哥将要称汗，燕真統辖忽必烈留部，奉忽必烈之妻察必南走，與忽必烈相會于上都。忽必烈即位，燕真官至衛率，未及重用就去世了。

## 家族
- 父：海藍伯
  - 燕真
    - 子：不忽木
      - 孙：康里回回
      - 孙：康里巎巎